# Virginie Moinard
Virginie Moinard née le 7 août 1981 à Thiais, est une coureuse cycliste professionnelle française.

## Palmarès sur route
- 1999
  -  Championne de France sur route juniors
- 2001
  - 3e du championnat de France sur route espoirs
- 2002
  - Prix de la Ville du Mont Pujols
  - 1re étape du Trophee d'Or
  -  Médaillée de bronze du championnat d'Europe sur route espoirs
- 2003
  -  Médaillée d'or du championnat d'Europe du contre-la-montre espoirs
  - Circuit National Féminin de Saint-Amand-Montrond
  - 4e étape du Tour de Bretagne
  - 3e du Grand Prix de Chambéry

## Palmarès sur piste

### Coupe du monde
- 2004-2005
  - 3e du scratch à Manchester